# Evangelisch-lutherische Kirche (Allertshausen)

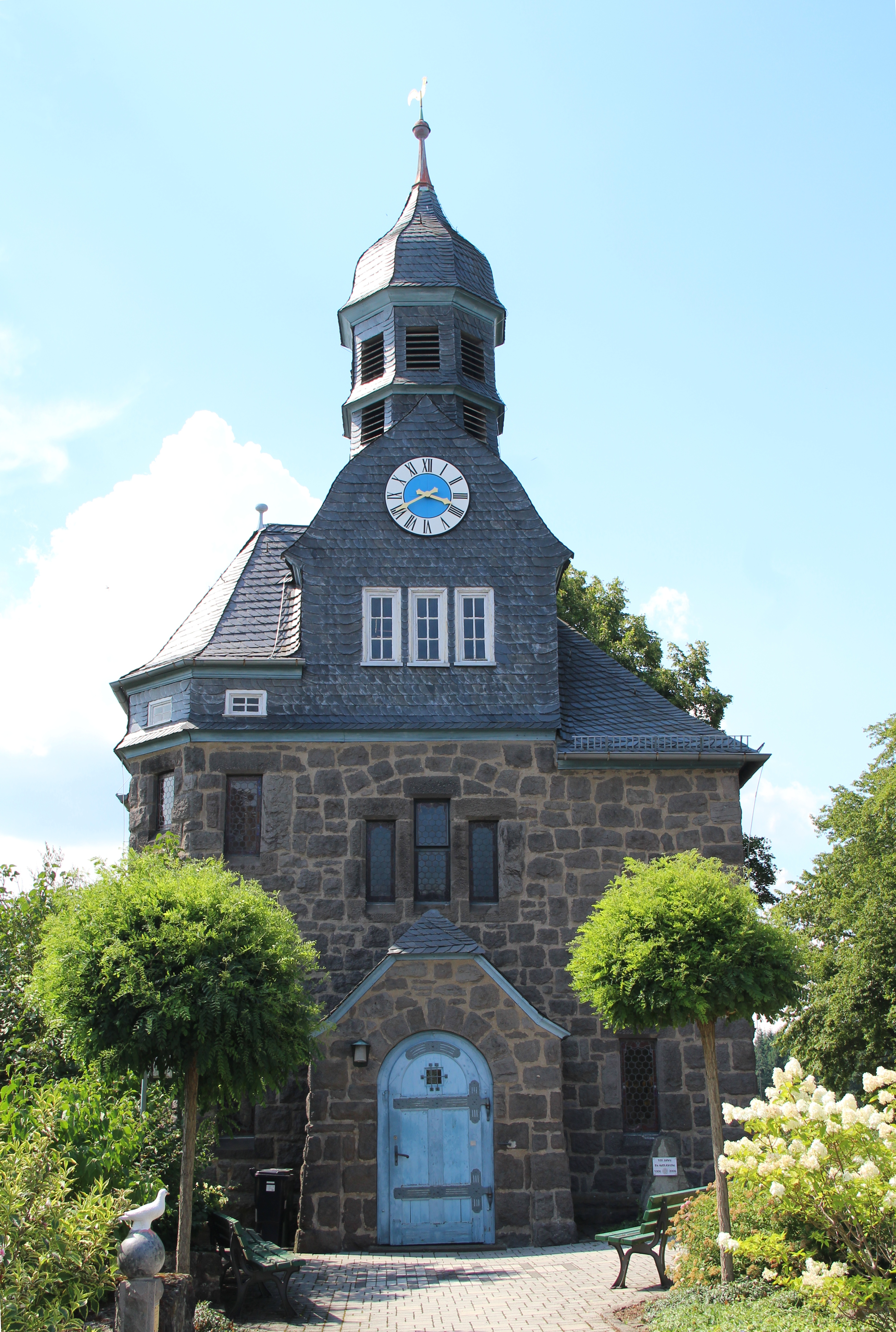
Ostseite der Kirche zu Allertshausen

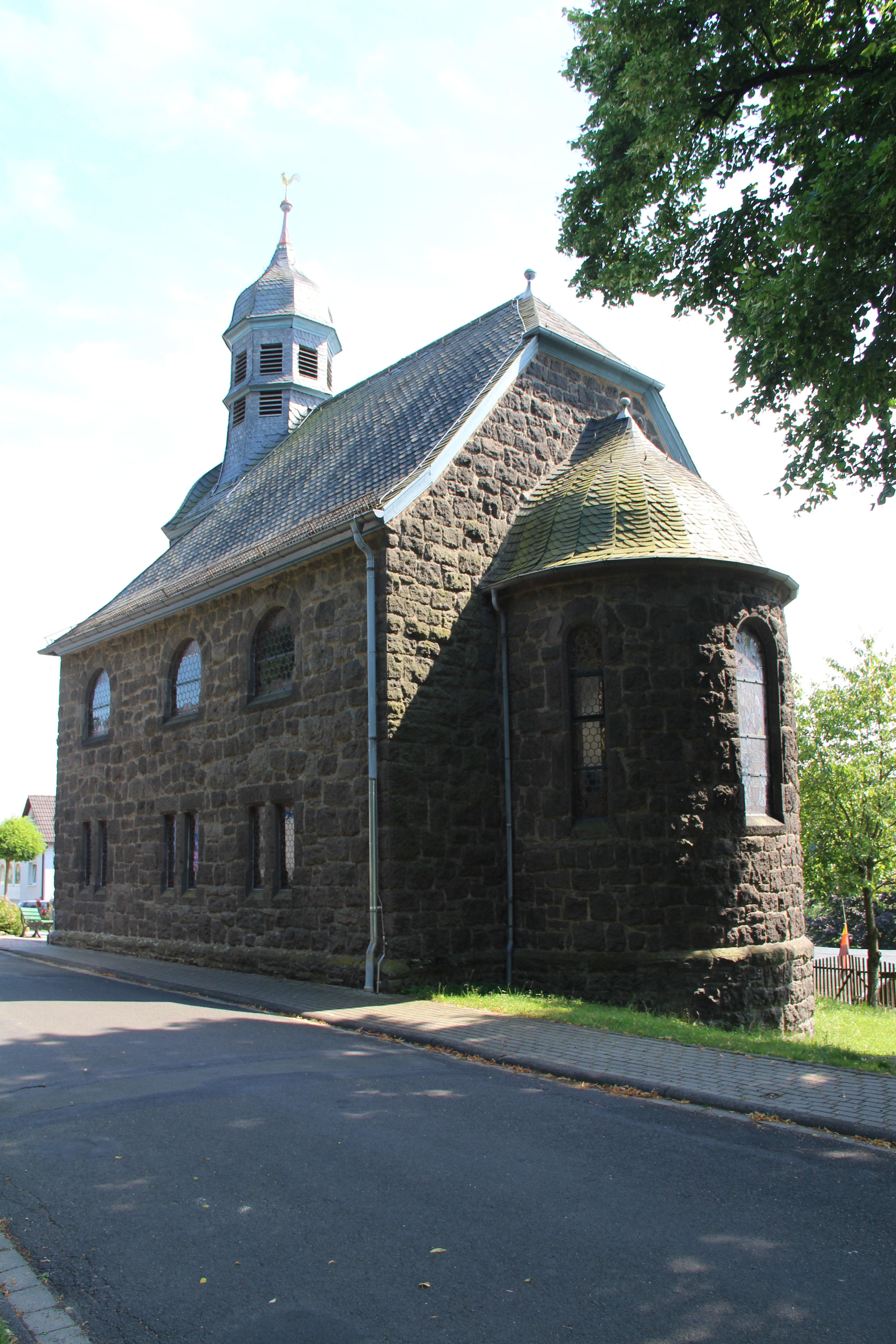
Blick von Nordwesten auf die Apsis

Die Evangelisch-lutherische Kirche in Allertshausen, einem Ortsteil der Gemeinde Rabenau im hessischen Landkreis Gießen, ist eine Saalkirche aus den Jahren 1905/06. Der unbekannte Baumeister griff in eigenständiger Weise Formen des Jugendstils auf und verlieh der kleinen Dorfkirche eine ungewöhnliche Gestalt. Die Kirche prägt das Ortsbild und ist hessisches Kulturdenkmal.
Die Kirchengemeinde gehört zum Dekanat Gießener Land in der Propstei Oberhessen der Evangelischen Kirche in Hessen und Nassau.

## Geschichte
Im Mittelalter gehörte Allertshausen zum Londorfer Sendbezirk. Die Kirche war wohl schon im 13. Jahrhundert bei Londorf eingepfarrt und stand 1900 im Filialverhältnis zu Londorf. Allertshausen unterstand im Spätmittelalter den Herren von Nordeck zur Rabenau und war kirchlich dem Archidiakonat St. Stephan in der Erzdiözese Mainz zugeordnet. Mit Einführung der Reformation (1528 im Lumdatal) wechselte der Ort zum evangelisch-lutherischen Bekenntnis.
Eine romanische Kirche wurde im 13. Jahrhundert im alten Dorfkern errichtet. Von ihr ist ein Teil der 1,02 Meter mächtigen Westmauer erhalten und eine sekundär vermauerte rundbogige Tür (1,00 Meter breit, 2,05 Meter hoch) in breitem Sandsteingewände. Der Nachfolgebau auf den alten Fundamenten hatte einen dreiseitigen Ostabschluss und einen Dachreiter mit geschweifter Haube, die von Knauf, Kreuz und Wetterhahn bekrönt wurde. Im Jahr 1706 wurde die Kapelle in Fachwerkweise neu aufgeführt und erhielt einen gequaderten Sockel. Im Londorfer Saalbuch wird berichtet, dass diese Kirche über eine Glocke und eine Uhr verfügte und „wird nicht darinnen geprediget als nur bey Begräbnissen“. Die Süd- und Westmauer bestanden aus Eichenholz, Ost- und Nordwand aus unregelmäßigem Sandsteinmauerwerk. Seit Ende des 18. Jahrhunderts wurden hier regelmäßig Gottesdienste gefeiert.
Friedrich Otto aus Gießen goss im Jahr 1808 eine Glocke mit 48 cm Durchmesser und der Inschrift „ANNO 1808 GOS MICH IN GIESEN FRIEDRICH OTTO“. Eine zweite Glocke von 1927 mit 67 cm Durchmesser trug die Inschrift „Und hat mir der Krieg die Schwester zerschlagen, Ich bin gekommen, um Frieden zu sagen, Will läuten die Liebe, die Hoffnung, den Glauben. Mag keine Macht uns den Frieden rauben.“
Die alte Kapelle wurde 1904 wegen Baufälligkeit aufgegeben und nach dem Ersten Weltkrieg in ein Wohnhaus umgebaut. Die Kirchengemeinde ließ am damaligen Westrand des Ortes einen Neubau errichten. Der Grundsteinlegung für die neue Kirche erfolgte am 13. August 1905, die Fertigstellung 1906. Fast zwei Jahre lang fand der Gottesdienst im Schulgebäude statt.
Die Kirche hatte zwischen 1990 und 2001 eine Pfarrvikarstelle, ist seitdem aber wieder Filiale von Londorf. Im Jahr 1992 schaffte die Gemeinde eine kleine Pfeifenorgel an.

## Architektur

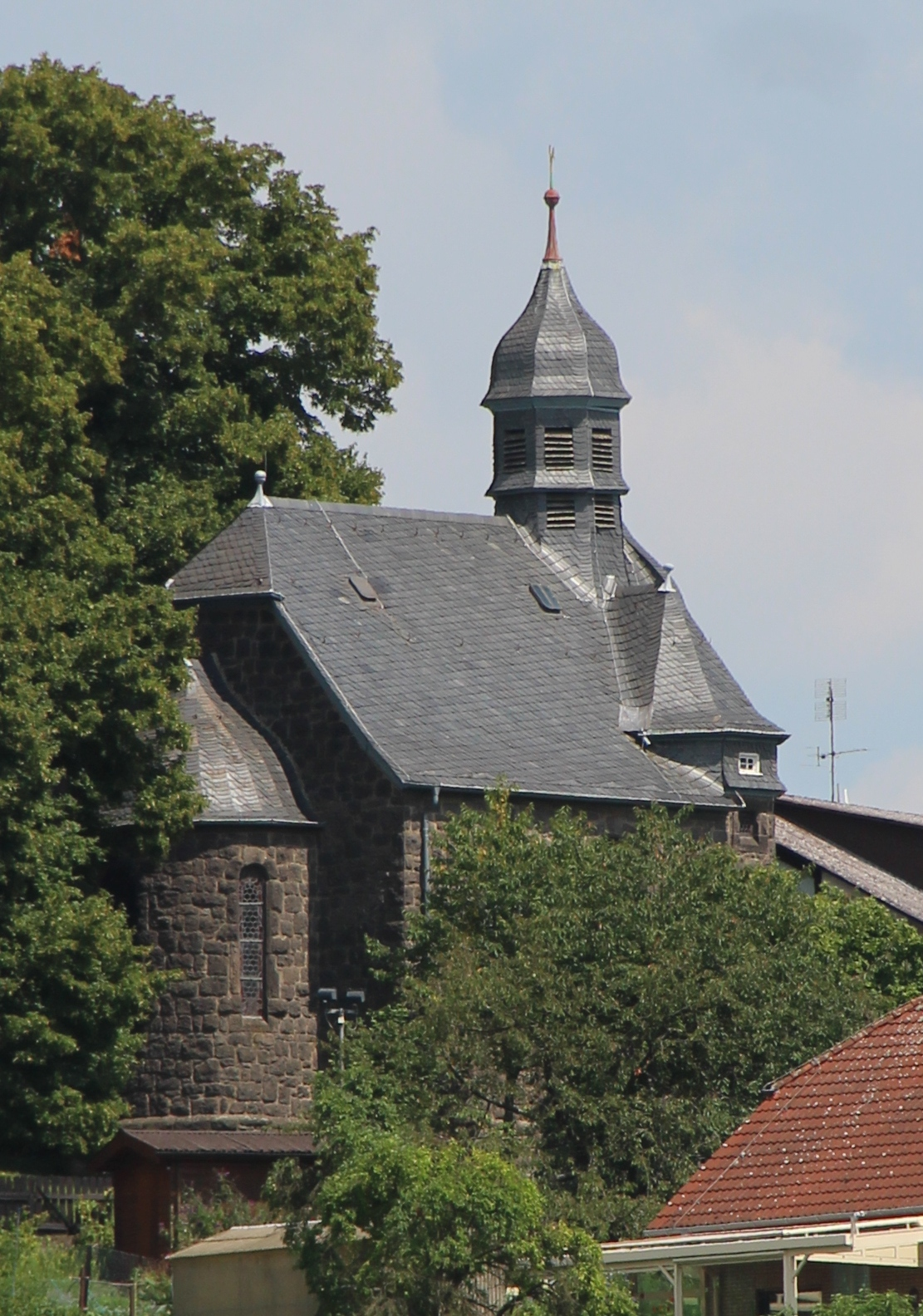
Kirche von Südwesten

Die rechteckige Kirche mit halbrundem Chorabschluss ist am nordwestlichen Ortsrand errichtet und aufgrund der erhöhten Lage weithin sichtbar. Als Baumaterial fand die hiesige Londorfer Basaltlava (Lungstein) Verwendung. Das Dach ist an der Westseite zum Choranbau hin abgewalmt. Die Kirche wird durch eine rundbogige Tür im östlichen Eingangsvorbau erschlossen, der von einem angewalmten Schieferdach bedeckt wird. Darüber sind drei schmale rechteckige Fenster eingelassen, rechts vom Portal ein weiteres Rechteckfenster und links oben unter der Traufe noch eines. Die Nordseite ist im unteren Bereich durch drei kleine paarige Rechteckfenster und im oberen Bereich durch drei entsprechende Rundbogenfenster zweizonig gegliedert. Die Südseite hat zwei große Rundbogenfenster. Die Apsis wird durch drei schmale Rundbogenfenster belichtet.
Die Ostseite wird von dem geschwungenen, verschieferten Giebel beherrscht, über dem sich ein achtseitiger Dachreiter mit welscher Haube erhebt. Sie wird von einem Turmknauf und einem vergoldeten Wetterhahn bekrönt. Die Südostecke hat einen polygonalen, turmartigen Aufbau mit einem verschieferten Helm.

## Ausstattung

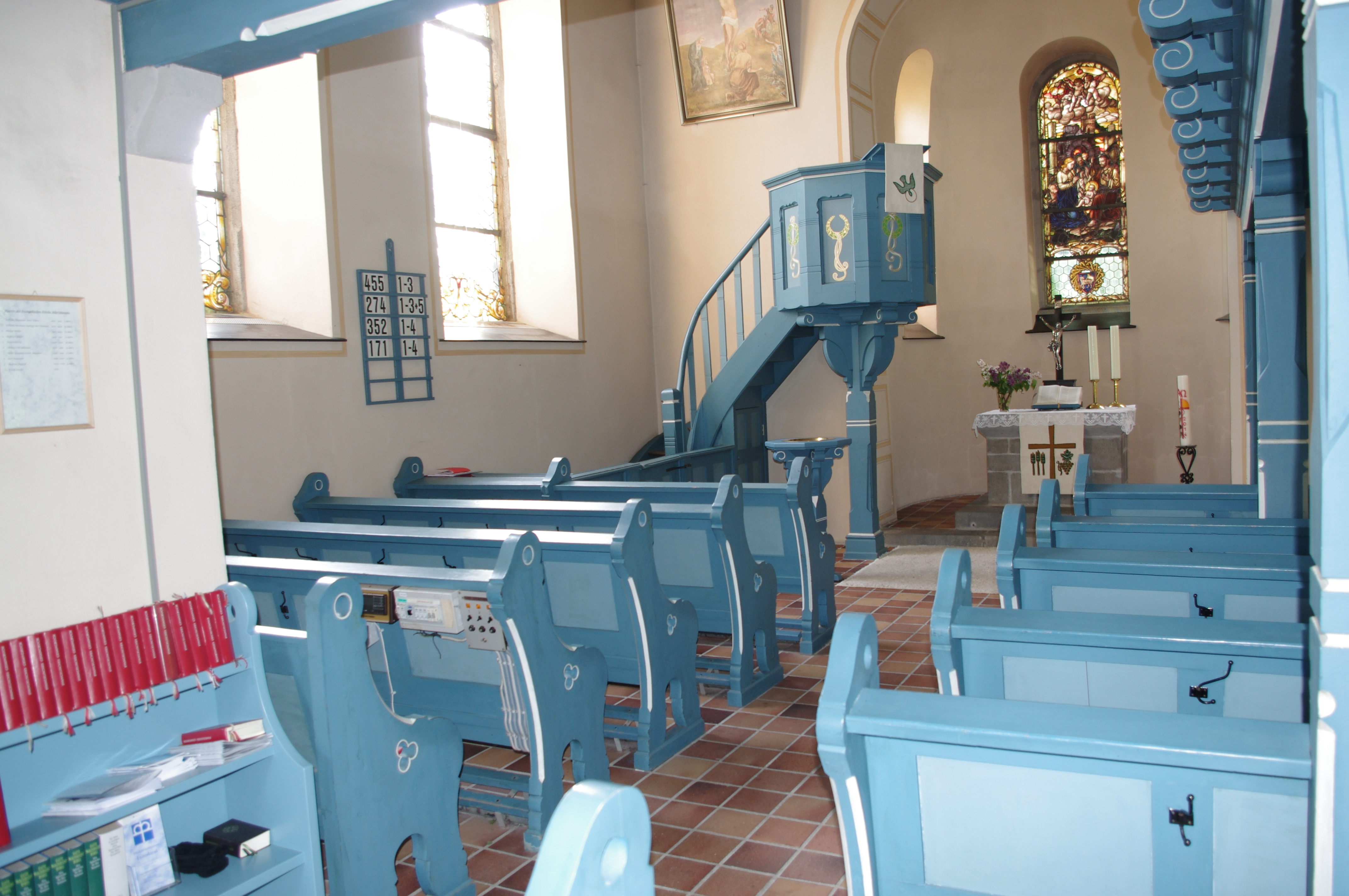
Innenansicht der Ev.-luth. Kirche zu Allertshausen

Der eingezogene Chor und der Eingangsvorbau werden durch Rundbögen mit dem Schiff verbunden. Im Chor, der um eine Stufe erhöht ist, steht der um eine weitere Stufe erhöhte Altar. Er ist aufgemauert und wird von einer abgeschrägten Platte bedeckt. Das Altarkreuz hat ein versilbertes Kruzifix. Die Chordecke ist mit dem Auge der Vorsehung bemalt, das von einem Wolkenring in einem Strahlenkranz umgeben wird. Die Bleiglasfenster sind mit bunten Motiven des Jugendstils gestaltet. Das östliche Chorfenster zeigt die Geburtsszene.
Im Langhaus vermittelt eine Holzverkleidung, die an den Langseiten abgeschrägt ist, zur Flachdecke. Die hölzernen Einrichtungsgegenstände sind bis auf die holzsichtige Orgel einheitlich in Blau gehalten. Die polygonale Kanzel auf viereckigem Fuß weist Jugendstildekor in den Kanzelfeldern auf, geschwungene Bänder in grün-goldenen Kränzen. Das Gestühl lässt einen Mittelgang frei; die geschweiften Wangen werden in der Mitte von einem Dreipass durchbohrt. Die Empore im Norden und Osten ruht auf viereckigen Pfosten und hat durchbrochene kassettierte Füllungen. Links über der Kanzel ist ein Ölgemälde aufgehängt, das die Kreuzigungsszene zeigt. Das achteckige Taufbecken ruht auf einem viereckigen Fuß mit vier Bügen.

## Orgel

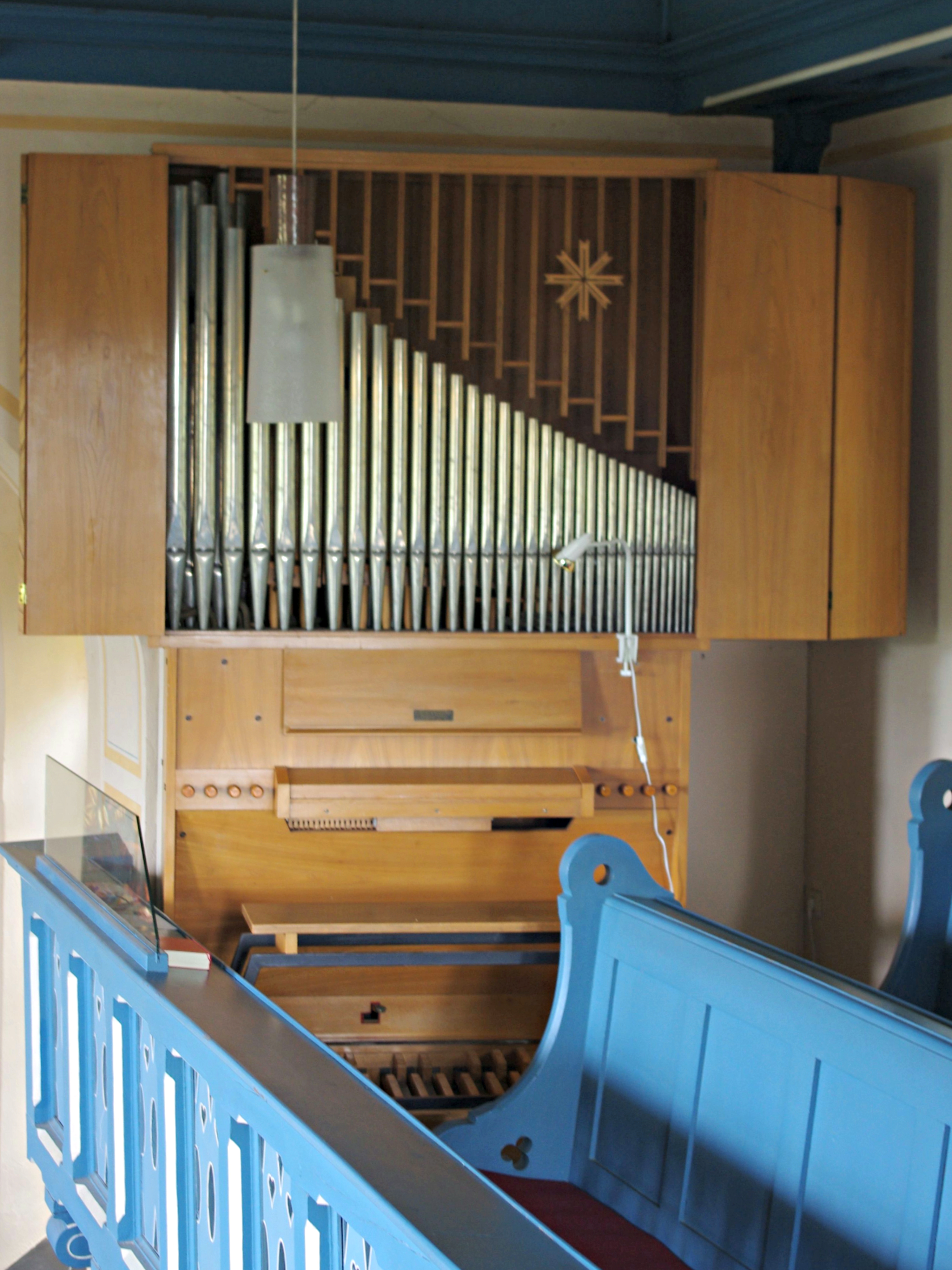
Orgel von 1960

Die gebraucht erworbene Orgel (früher: Christus-Kirche Mainz), wurde 1962 von der Licher Firma Förster & Nicolaus Orgelbau geschaffen. Das einmanualige Instrument verfügt über fünf Register, angehängtes Pedal und mechanische Schleifladen. Vier Register sind in Bass und Diskant geteilt. Die Disposition lautet wie folgt:
| I Manual C–f3  |    |
| Gedackt B/D    | 8′ |
| Prinzipal      | 4′ |
| Rohrflöte B/D  | 4′ |
| Spitzflöte B/D | 2′ |
| Zimbel II B/D  |    |

Das Instrument verfügt über 54 Tasten.